# 더 루나이트
더 루나이트(The Lunaight)는 2010년에 결성된 대한민국의 밴드이다. Velluntyn(리드기타, 작곡) , 이가람(베이스) , Buzz-a-Beat(드럼) , StarTrack(세컨기타, 보컬) , 박지현(리드보컬)으로 구성되었다. 2010년 초, 펑크밴드 The Violence였던 더 루나이트는 Dre-motion이란 자체개발적 장르에 맞춰 현재의 더 루나이트로 변경한 후 1집 달빛폭발스튜디오를 발매하고 현재 2집 13월을 발매하였다.

## 역사

### The Violence
남성 펑크밴드로 시작한 The Violence는 대구를 거점으로 활동을 한다. 그 당시 자작곡은 하나도 없었으며 공연한 곡들은 전부 카피한 곡이거나 편곡한 곡이었다.
그렇게 활동을 하던 도중 김인섭이 탈퇴 후 리빙데드란 밴드를 새로 세우게된다. 그 후 2개월 후 The Violence는 이가람과 박지현을 영입하고 두 여성 멤버와 Velluntyn의 의견을 수용하여 추구 장르를 슈게이징과 브릿팝을 합친 형태의 Dre-motion이란 장르로 변경하고 밴드명도 The Lunaight로 변경한다.

## 구성원

### The Violence
- Velluntyn - 리드기타
- Buzz-a-Beat - 베이스
- StarTrack - 보컬
- 김인섭    - 드럼

### 현재
- Velluntyn - 리드기타, 작곡
- Buzz-a-Beat - 드럼
- StarTrack - 세컨기타, 보컬
- 이가람    - 베이스
- 박지현    - 리드보컬

## 앨범

### 달빛폭발스튜디오
전체 작곡: 밸런타인, 스타트랙, 이가람
| #  | 제목                                                | 재생 시간 |
| -- | --------------------------------------------------- | --------- |
| 1. | 〈우리는 달빛 5남매〉                               | 2:30      |
| 2. | 〈뭐라고?〉                                         | 3:17      |
| 3. | 〈fuckin' rock〉                                    | 3:18      |
| 4. | 〈달빛 거울〉                                       | 4:12      |
| 5. | 〈우린 전설이 될거야〉                              | 3:52      |
| 6. | 〈소년의 감성〉                                     | 2:17      |
| 7. | 〈소녀의 감성〉                                     | 3:00      |
| 8. | 〈곧 죽어도 음악〉                                  | 3:45      |
| 9. | 〈달빛폭발스튜디오에서 욕설괴 푸념이나 잔뜩해야지〉 | 7:00      |